# José Prudencio de Guerrico
José Prudencio de Guerrico Maza (Buenos Aires, Argentina 18 de abril de 1837-Buenos Aires, Argentina 18 de enero de 1902) fue un ingeniero y político argentino que se destacó tanto por su actividad profesional como por sus grandes donaciones al Museo Nacional Bellas Artes.

## Familia
José Prudencio nació en el seno de una familia acomodada de origen vasco radicada en Buenos Aires, muy cercana al régimen federal. Era hijo de Manuel José de Guerrico Eguren, Jefe de Policía de Buenos Aires y fundador del Club del Progreso, y de María Salomé Maza Fernández Puelma, hija del político Manuel Vicente Maza. Era asimismo, por el lado materno, sobrino de Valentín Alsina y primo de Adolfo Alsina.

## Biografía

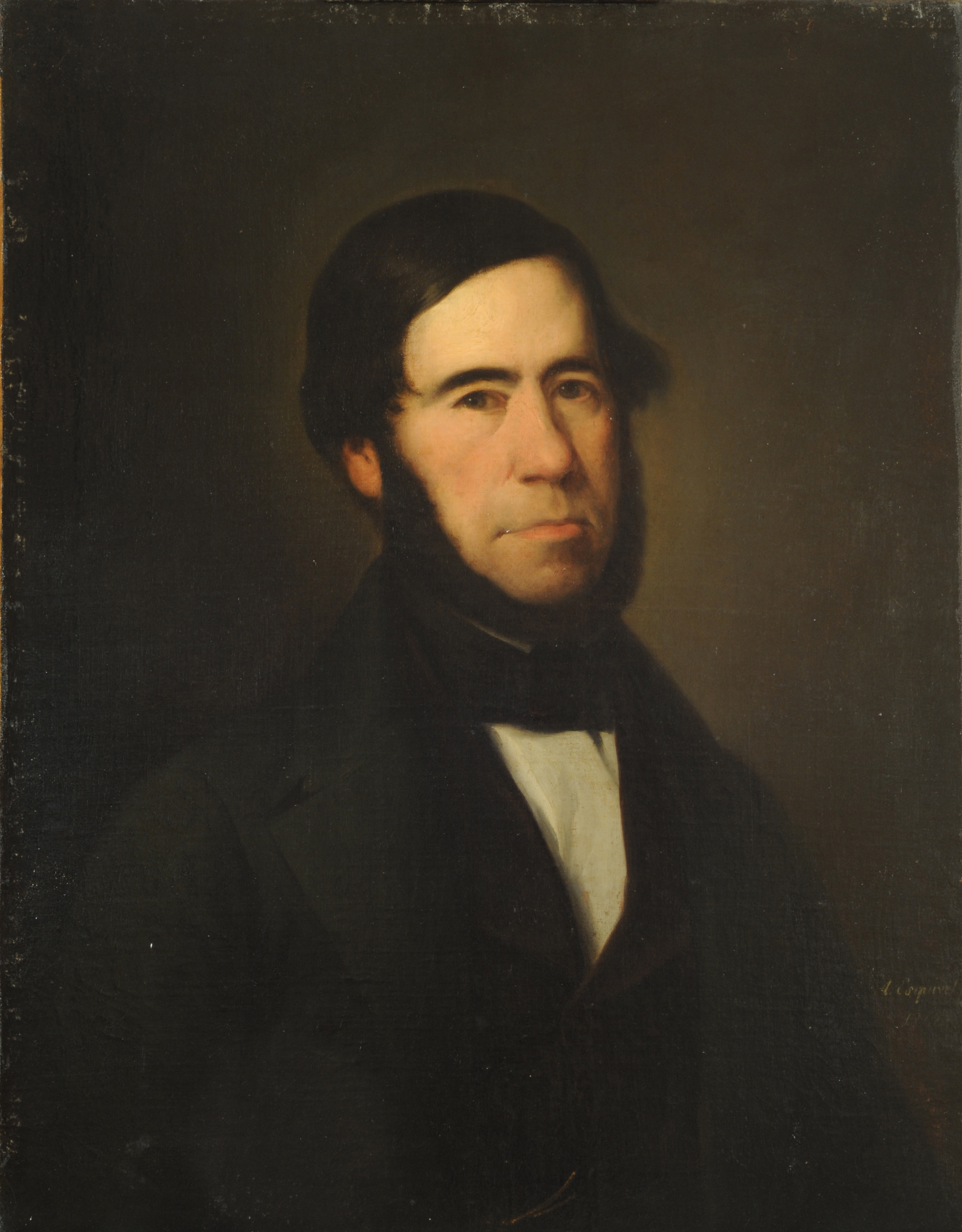
Retrato de Manuel José de Guerrico, padre de José Prudencio

El 18 de abril de 1837 nacía José Prudencio de Guerrico en la ciudad de Buenos Aires. Menos de un año después, el 4 de febrero de 1838, era bautizado en la iglesia Nuestra Señora de Montserrat, con su abuelo Manuel Vicente Maza como padrino y su tía paterna Dámasa Guerrico de Moreno como madrina.
Siendo él un niño, ocurre la conspiración que termina con la muerte de su abuelo y padrino, lo que obliga a toda la familia a exiliarse, primero en Río de Janeiro, Brasil, y luego en París, Francia. En esa ciudad cursa sus estudios de Ingeniería, graduándose por la École Centrale des Arts et Manufactures. Comienza a ejercer su profesión tanto en España como en Portugal, principalmente en la compañía pionera en llevar el ferrocarril a esos dos países.
En 1867 la carrera diplomática lo conduce nuevamente a la nación donde creció y se educó, Francia. Será allí hasta 1877 secretario de la delegación argentina en París. Gracias a ese puesto tiene un gran contacto con el mundo de las artes, acrecentando la colección de obras ya iniciada por su padre. Ese año regresa a su ciudad natal, donde vuelve al mundo privado, con destacada actuación comercial e industrial. Sin embargo, no pasaría mucho tiempo hasta volver al servicio de funcionario público. Es nombrado Presidente de la Municipalidad de Buenos Aires, puesto desde que intenta mitigar los daños causados por la epidemia de fiebre amarilla comenzada cinco años antes. También es uno de quienes encargan la construcción del mausoleo de José de San Martín, quien había sido muy amigo de su familia, en la Catedral de Buenos Aires.

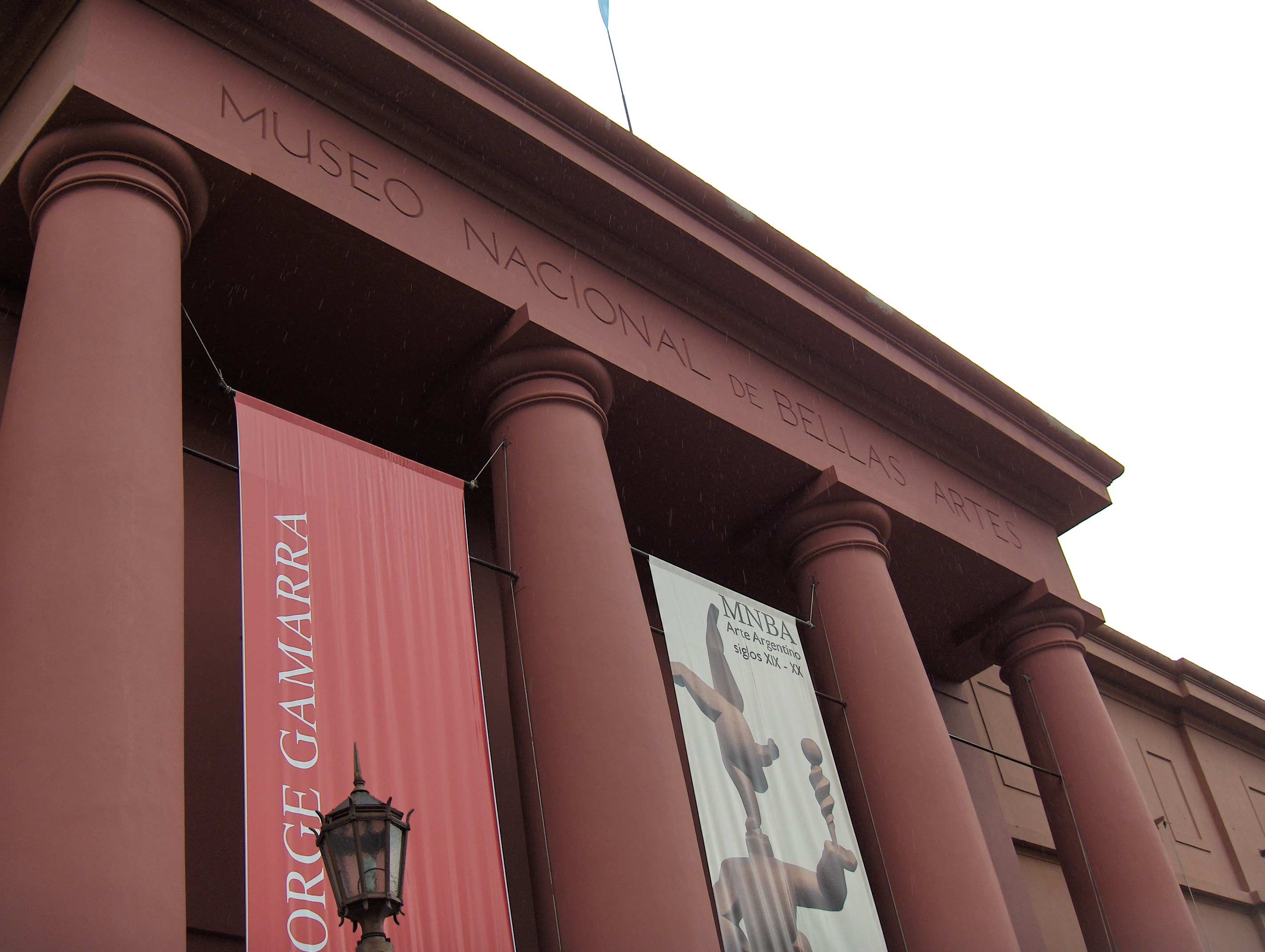
Fachada del Museo Nacional de Bellas Artes

La década siguiente José Prudencio divide su estadía en Buenos Aires y en París. En ese tiempo, en diciembre de 1889, funda la publicación Revue Illustré du Rio de la Plata, con la que busca ayudar a posicionar a Argentina como un mercado atractivo para los europeos, poniendo énfasis en los logros artísticos, industriales, culturales, etcétera. 
Sin embargo, tal vez el aporte más importante que dejó la vida de Guerrico fue su donación, hacia 1895, de veintidós obras de arte, que fueron vitales para la fundación del hoy Museo Nacional de Bellas Artes, integrando la Colección Guerrico. Sus hijas y nietas continuarían la donación, llegando al número de 627 piezas cedidas.
Finalmente, un 18 de enero de 1902, muere en la misma ciudad que lo vio nacer José Prudencio de Guerrico, trascendiendo a través de sus obras y acciones de filantropía.

## Descendencia
El 8 de diciembre de 1878 contrae matrimonio en la Basílica de Nuestra señora de la Merced con María Leonor Güiraldes Guerrico, su sobrina directa, hija de una de sus hermanas. De este matrimonio nacerán tres hijas, de las cuales solamente una, María Salomé, tendrá sucesión. De ella descienden las familias Lamarca Guerrico, González Moreno Lamarca, Lamarca Ledesma, Saavedra Lamarca, Lamarca Subercaseaux, etcétera.